# Action對魔忍
《Action對魔忍》是由主要開發兼發行的免費3D動作角色扮演手機遊戲，屬《對魔忍》系列。2019年12月24日在日本Android和iOS發行，之後由與移植至Microsoft Windows平台。

## 遊戲
《Action對魔忍》具有多種遊戲模式。主要任務開始於從基地取回被盜的生物武器；計時模式能讓玩家與時間賽跑，嘗試在所有玩家中贏得高排名；而特殊模式則是一種躲避障礙物並到達終點線的賽車遊戲。
透過完成不同的模式和訓練，玩家能為喜愛的角色解鎖額外的服裝。解鎖特殊的生活片段事件後，能獲得支援角色；支援角色會幫助玩家角色取得各種技能。

## 故事
在日本不久的將來，邪惡的魔族打破不干涉的潛規則，從魔界入侵人類世界，彼此發生戰爭。隨著戰鬥的激烈進行，犯罪集團正在利用混亂的局面來奪取政權。政府成立了一支名為「對魔忍」（対魔忍）的菁英部隊來對抗魔族。

## 開發和發行
該遊戲在2019年东京电玩展上首次對外發表；與其他《對魔忍》遊戲不同的是，《Action對魔忍》是系列中首款面向一般群眾的3D遊戲。首發可玩角色為井河淺蔥（井河アサギ）、井河櫻（井河さくら）和水城雪風（水城ゆきかぜ）。
《Action對魔忍》2019年12月24日在日本Android和iOS發行。在日本發行後不久，有玩家注意到遊戲中使用了Au5的混音版，但卻未署名創作者。屆時，對侵犯版權問題致歉，同時採取措施避免未來發生類似情況。
2020年6月，井河淺蔥的配音員被重新選角，渡部紗弓取代原本的小清水亞美。9月，官方宣布遊戲將在全球市場上架Steam以及Android和iOS平台；除英語和日語外，遊戲將提供韓文、繁體中文、簡體中文和西班牙文版本。2021年5月4日，日本伺服器與全球合併。日本伺服器定於7月27日關閉，敦促與為日本玩家轉移帳號。

## 反響
《連續星球》（Sequential Planet）稱讚了遊戲的視覺效果和遊玩體驗，以及對F2P的友好態度。然而，也批評耐力系統、戰鬥和缺乏多樣的敵人。網站的伊恩·阿戈薩（Iyane Agossah）將《Action對魔忍》列入個人的2020年十大遊戲，稱讚本遊戲的故事並稱為「深入考究且出乎意料地棒」；但他也批評了對課金的積極需求和作業感。

## 外部連結
- 官方网站